# Mosaico montano de selva y pradera de Zimbabue oriental
El mosaico montano de selva y pradera de Zimbabue oriental es una ecorregión de la ecozona afrotropical, definida por WWF, que se extiende a lo largo de la frontera entre Zimbabue y Mozambique.

## Descripción
Es una ecorregión de pradera de montaña que ocupa 7.800 kilómetros cuadrados en las montañas fronterizas entre Zimbabue y Mozambique, desde los montes Inyanga hasta los montes Chipinge. El monte Gorongoza, en Mozambique, también pertenece a esta ecorregión. Ambas zonas se alzan sobre la sabana arbolada de miombo meridional.